# Gymnasiepoäng
Gymnasiepoäng används som mått på kursers omfattning i svenska programgymnasiet. Sedan år 2000 finns det ingen direkt koppling mellan en kurs poängantal och dess undervisningstid. Istället ska poängen motsvara arbetsbördan i kursen, och kurser ges poäng i steg om 50. En gymnasieutbildning har en omfattning av 2500 poäng varav 100 poäng projektarbete och 300 poäng individuella val. 750 poäng utgörs av kärnämnen.
För att få ett högskolebehörigt slutbetyg från gymnasieskolan krävs minst godkänt betyg i minst 2250 poäng. För att få ett slutbetyg måste man ha betyg i samtliga kärnämnen samt i projektarbetet, det vill säga IG-MVG. År 2010 blev det obligatoriskt med minst godkänt betyg i Matematik A, Engelska A samt Svenska A+B. Från 2011 (Gy11) läser man 2500 poäng, varav 2400 räknas i snittet då man bara kan få betyg E eller F på gymnasiearbetet (100p).
Mellan 1994 och 2000 motsvarades en poäng av en timmes undervisningstid.